# Luciano Doria
Pour les autres membres de la famille, voir famille Doria.
Luciano Doria (né à une date inconnue dans la première moitié du XIVe siècle - mort en 1379) est un amiral génois du XIVe siècle appartenant à la célèbre famille Doria, qui combattit les Vénitiens durant la guerre de Chioggia.

## Biographie
Luciano Doria prend quelques places aux Vénitiens et leur livre, en 1379, en vue de Pola, une bataille au cours de laquelle il est tué, mais dont le succès reste à sa flotte.

## Sources
- Marie-Nicolas Bouillet  et Alexis Chassang (dir.), « Luciano Doria » dans Dictionnaire universel d’histoire et de géographie, 1878 (lire sur Wikisource)